# Емблема Італії
Функцію герба Республіки Італії виконує негеральдична емблема, яка є офіційним символом країни з 5 травня 1948.

## Опис
Емблема містить білу п'ятипроменеву зірку з червоною тонкою облямівкою, накладену на зубчате колесо з п'ятьма спицями, охоплену праворуч (геральдично, тобто — ліворуч від глядача) зеленою оливковою гілкою, а ліворуч — такою ж дубовою, які внизу зв'язані разом червоною стрічкою з написом «ІТАЛІЙСЬКА РЕСПУБЛІКА» (REPVBBLICA ITALIANA) білими літерами.

## Значення
Основний елемент — п'ятипроменева зірка — давній символ Італії Зірка Італії (італ. Stella d'Italia) символізує захист нації. Використовувалася на гербі королівства Італії з 1890 року.
Шестерня означає першу статтю конституції, де сказано «Італія — демократична республіка, заснована працею».
Оливкова гілка означає мир, внутрішній і зовнішній. Як написано в ст. 11 конституції «Італія відкидає війну, як інструмент агресії». Дубова гілка означає силу і гідність італійців. Разом оливкова і дубова гілка характеризують пейзаж Італії.

## Історія

Герб Італії (чорно-біла графічна версія)

Рішення про введення нової емблеми Італійської республіки було ухвалене урядом де Гаспері в жовтні 1946 року. Дизайн був вибраний шляхом публічного конкурсу, умовою якого було заборонено використовувати політичні символи. Переможцем став Паолло Пашетто, професор Римського інституту високого мистецтва. Нова емблема була прийнята парламентом у лютому 1948 року і затверджена президентом Енріко де Нікола в травні того ж року.

## Історія герба

Герб наполеонівського Королівства Італія, 1806—1814
Герб Італійського королівства, 1861-1870
Герб Італійського королівства, 1870-1890
Герб Італійського королівства, 1890—1929 / 1944—1946
Герб фашистського Італійського королівства, 1929—1944
Герб Італійської соціальної республіки, 1943—1945